# Середь (футбольний клуб)
«Середь» (словац. Športový klub futbalu Sereď) — словацький футбольний клуб з однойменного міста, заснований 1914 року. Домашні матчі проводить на Міському стадіоні.

## Історія
Клуб заснований 1914 року і тривалий час виступав у нижчих дивізіонах чемпіонату Чехословаччини, а потім Словаччини. 2014 року вийшов у другий за рівнем дивізіон Словаччини. Зайнявши у сезоні 2017/18 перше місце, клуб вперше у історії вийшов у вищий дивізіон.

### Історичні назви
- 1914 — Середський шпортовий клуб (словац. Seredský športový klub)
- 1957 — ТЄ Славой Середь (словац. Telovýchovná jednota Slavoj Sereď)
- 1966 — ТЄ Гутнік Середь (словац. Telovýchovná jednota Hutník Sereď)
- ШКФ Середь (словац. Športový klub futbalu Sereď)